# Gaudry (évêque de Laon)
Pour les articles homonymes, voir Gaudry.
Gaudry, ou Gaudri (? - Laon, 1112), est un évêque de Laon, élu en 1106 par le chapitre cathédral. Il est assassiné le 25 avril 1112 lors de la révolte communale de Laon.

## Biographie
D'origine peut-être normande, Gaudry figure parmi ceux qui entourent Henri Ier, roi d'Angleterre et duc de Normandie. Devenu son chapelain, voire son chancelier, il participe en septembre 1106 à la bataille de Tinchebray, où il fait personnellement prisonnier Robert Courteheuse.

### Arrivée à Laon
Fort de l'appui du souverain anglais et quelques semaines après Tinchebray, Gaudry est élu évêque de Laon mais il n'était que sous-diacre de l'église de Rouen. Son élection est particulièrement contestée par Anselme de Laon, célèbre personnalité connue comme le maître de l'école théologique de Laon ; il est qualifié alors de « clerc rapace » et « aristocrate violent ». Gaudry intervient alors auprès du pape Pascal II, lequel, venu en France consulter le roi de France, confirme son élection au cours d'un synode tenu à Langres. Gaudry reçoit l'onction pontificale en toute hâte dans l'église Saint-Ruffin (Saint-Ruf) de Valence (ou de Langres ou encore d'Avignon).
Arrivé à Laon, Gaudry se révèle cupide, violent et envieux. Il devient corégent du pouvoir royal du domaine de Laon avec Gérard de Quierzy, châtelain royal, avoué de l'abbaye Saint-Jean de Laon, et aussi protecteur de l'abbaye Saint-Vincent.

### Fuite et retour
À la suite d'une querelle, il décide de faire assassiner Gérard de Quierzy, qui vient de l'injurier. Afin que les soupçons ne soient portés sur sa personne, Gaudry part pour Rome quelques jours avant l'exécution du meurtre. En janvier 1110, Gérard de Quierzy est assassiné alors qu'il était en prières dans la cathédrale de Laon.
Cependant, l'opinion générale accusant ouvertement l'évêque, qui est encore absent, le roi Louis VI, persuadé de la culpabilité de l'évêque Gaudry et de sa destitution par le pape, s'empresse de dépouiller le palais épiscopal de tous ses biens. Cependant celui-ci, revenu réhabilité et chargé de cadeaux, lui oppose bulles et écrits pontificaux sommant le roi de lui rendre ses biens.

### Insurrection
Toujours à court d'argent, Gaudry essaye par tous les moyens de lever des taxes et des droits supplémentaires. Le vendredi de Carême (19 avril) de l'an 1112, Gaudry veut arrêter l'organisation de la commune, consentie par le roi. Les bourgeois tentent de le calmer en lui promettant de belles sommes d'argent. Devant la colère du peuple qui menace, le roi préfère quitter la ville.
Une insurrection se déclare le 25 avril 1112, relatée par Guibert, abbé de Nogent-sous-Coucy.

### Mort
Alors que son évêché est en flammes, Gaudry se sauve en prenant les vêtements d'un domestique. Il se cache dans un tonneau au fond de son cellier, mais un serf de l'église Saint-Vincent fait sauter le fond du tonneau et demande qui est là. Gaudry répond :  « C'est un prisonnier ! »  Malgré les suppliques de l'évêque, un homme du nom de Bernard de Bruyères s'avance et lui fend la tête en deux d'un seul coup de hache. Un autre, Teudegaud, lui coupe l'annulaire pour récupérer l'anneau épiscopal. Dépouillé de ses vêtements, son corps est abandonné dans la rue, et l'incendie gagne la cathédrale.